# Estrar
| Estrar                  |
| ----------------------- |
| Karboxylsyreester       |
| Fosforsyremonoester     |
| Svavelsyremonoester     |
| Salpetersyreester       |
| Salpetersyrlighetsester |
| Borsyreester            |

Estrar är en ämnesklass i organisk kemi som uppstår när en alkohol under vattenavspjälkning reagerar med en syra. De biologiskt vanligaste estrarna är fetter som består av en trevärd alkohol, glycerol och tre  fettsyror, vilka består av ogrenade karboxylsyror. De fettsyror som förekommer i naturen har upp till 20 kolatomer.  Ett stort antal biologiska processer bygger på bildningen  eller nedbrytningen av fosforsyrabaserade estrar. Då varje fosforsyramolekyl under biologiska förhållanden kan bilda estrar med två alkoholer kan den bilda långa kedjor med kolhydrater som har flera alkoholgrupper. Mest känd är DNA som hålls samman av alternerande kedjor av fosforsyramolekyler och deoxiribos. 
Estrar mellan små alkohol- och karboxylsyremolekyler är på grund av sin vattenkänslighet ovanliga i naturen; de brukar ha en karakteristisk doft och användas som konstgjorda smakämnen. Det är dock svårt att syntetiskt återskapa den exakta smaken eftersom naturliga smakämnen sällan utgörs av en enda ester utan består av blandningar av ämnen som bidrar till smaken. Vissa av dem kan föreligga i mycket liten mängd men ändå vara betydelsefulla.   
En ester kan framställas syntetiskt genom att blanda den ingående alkoholen och syran, och tillsätta ett vattenupptagande medel som svavelsyra. I den resulterande esterbryggan kommer R'-gruppen från alkoholen. Estrarna namnges genom att stammen i alkoholens namn (till exempel et- i etanol) sätts ihop med -yl- och namnet på syrans anjon. En cyklisk ester kallas för lakton. Man kan även göra konstgjorda estrar som används för att smaksätta saker och tillföra lukten till tvål.

## Användning och förekomst
Många estrar har en karaktäristisk doft. Vissa används som konstgjorda smakämnen när man vill ge intryck av frukt- eller bärsmak. Andra används till att producera smörjoljor. Men också till parfymer och dofter till doftleksaker som luktsudd eller luktpennor. 
Några exempel:
| metylbutanoat    | ananas              |
| pentyletanoat    | banan               |
| pentylpentanoat  | äpple               |
| pentylbutanoat   | päron eller aprikos |
| oktyletanoat     | apelsin             |
| etyletanoat      | salubrin            |
| etylbutanoat     | persika             |
| isobutylmetanoat | hallon              |

Många av de här ämnena finns också naturligt i frukt och bär, oftast blandade, och bidrar då till smaken och lukten. Estrar som användes inom parfymindustrin: amylacetat, amylbutyrat, bensylacetat, etylcinnamat, etylftalat, linanylacetat, metylbensoat, metylsalicylat, fenyletylacetat, metylantranilat.